# Scindapsus salomoniensis
Scindapsus salomoniensis är en kallaväxtart som beskrevs av Adolf Engler och Kurt Krause. Scindapsus salomoniensis ingår i släktet Scindapsus och familjen kallaväxter. Inga underarter finns listade.